# 章穆皇后
章穆皇后（しょうぼくこうごう）は、北宋の第3代皇帝真宗の皇后。姓は郭氏。

## 経歴
并州晋陽県の人。宣徽南院使の郭守文と妻の梁氏のあいだの娘として生まれた。淳化2年（991年）、韓王趙恒（後の真宗）にとつぎ、後妻となって魯国夫人に封ぜられた。趙祐（後の悼献太子）を産み、至道2年（996年）に秦国夫人に進んだ。真宗が即位すると、皇后となった。節倹を尊び、郭家の者たちに対して厳しく接した。
趙祐は9歳で死去した。郭皇后は悲嘆にくれて体を壊し、景徳4年4月16日（1007年5月5日、半影月偏食だった）に亡くなった。真宗は深く哀悼した。「荘穆」と諡され、慶暦4年（1044年）11月、夫の諡を重ねて「章穆」と改諡された。

## 子女
- 趙祐（中国語版）（悼献太子）

## 伝記資料
- 『宋会要輯稿』
- 『宋史』